# Арковна
Арковна е село в Североизточна България. Намира се в община Дългопол, област Варна.

## География
Има жп гара от линията Шумен – Комунари.

## История

### Османски период
През османския период и през ранния XX век селото носи името Реджеб махле.

### След Освобождението
Българското село Арковна е основано от малоазийски преселници от с. Мандър (днес Мурадийе) и Гьобел в Турция, на юг от град Бандърма, в района на изток от езерото Маняс. В периода 1882 – 1884 г., по договореност за размяна на имоти с тогавашното турско население в с. Реджеб махале, българските преселници пристигат поетапно. От устни сведения и стари регистри става ясно, че най-много заселници в Арковна - 32 семейства, пристигат в периода 1882 – 1884 година. 
В първите десетилетия българите живеят в турските къщи, но постепенно почти цялото село издига нови къщи. Най-представителната сграда, построена скоро след преселението, е училището, следвана от православен храм с патрон „Св. вмчк Димитър“. И двете обществени сгради са финансирани от богатия род Бурови. Сред преселниците има и гръцки фамилии, една от тях пази името Гъркови.
Имената на жители на селото се споменават в криминална хроника от 10 март 1923 г.
С МЗ № 2820/обн. 14 август 1934 г. село Реджеб махле се преименува на село Арковна.

## Население
При първото регистрирано преброяване след Освобождението (1880 г.) населението е 453 жители.
Численост на населението според преброяванията през годините:
| \| Година на преброяване \| Численост \| \| --------------------- \| --------- \| \| 1934 \| 470 \| \| 1946 \| 587 \| \| 1956 \| 528 \| \| 1965 \| 370 \| \| 1975 \| 297 \| \| 1985 \| 213 \| \| 1992 \| 176 \| \| 2001 \| 133 \| \| 2011 \| 75 \| \| 2021 \| 72 \| |           |
| Година на преброяване | Численост |
| 1934 | 470       |
| 1946 | 587       |
| 1956 | 528       |
| 1965 | 370       |
| 1975 | 297       |
| 1985 | 213       |
| 1992 | 176       |
| 2001 | 133       |
| 2011 | 75        |
| 2021 | 72        |

### Етнически състав

#### Преброяване на населението през 2011 г.
Численост и дял на етническите групи според преброяването на населението през 2011 г.:
|                     | Численост | Дял (в %) |
| Общо                | 75        | 100.00    |
| Българи             | 73        | 97.33     |
| Турци               | –         | –         |
| Цигани              | –         | –         |
| Други               | ?         | ?         |
| Не се самоопределят | ?         | ?         |
| Неотговорили        | 1         | 1.33      |

## Религии
Източно православие.

## Културни и природни забележителности
В близост е река Камчия, малък приток на която минава през селото. Два невисоки планински върха го обграждат – „Каята“ и „Арковна“ (дал името на селището). Името няма сигурна етимология.
В района на селото се намират над петнадесет пещери, половината от които са над 20 метра дълбоки. „Тулумовата пещера“ на връх Арковна е защитена местност, обитавана от прилепи.
На билото на върха Арковна има останки от селищен живот от праисторията до края на античността. В района е засвидетелствана сравнително голяма концентрация на монети на келтския цар Кавар от III век пр.н.е., основал държава в Югоизточна Тракия със столица Тиле. Възможно е той да е владял крепостта на връх Арковна, вероятно защитаваща границите му с държавата на гетите. В района съществуват тракийски могилни некрополи от целия период на античността. Проучено е тракийско светилище от III – IV век с мраморни релефи на тракийския конник. Има и останки от 15 славянски землянки.За любителите на пешеходния туризъм са  маркирани  5 маршрута, поставени над 40 указателни табели, 3 информационни табла с карти и един жалон.

## Редовни събития
На Димитровден всяка година в селото се празнува патронният празник на църквата. Раздава се курбан на всички жители и гости за здраве и благоденствие.

## Други
На върха Арковна, в местността „Гюрлата“, има семеен хотел, а в центъра на селцето е странноприемницата „Гюрла“. 
Под вр. Малка Арковна има винарска изба, където може да се проследи процеса на производство и да се дегустира вино. В района на избата има и малък параклис.